# Oelsen (Friedland)
Oelsen (niedersorbisch Wólšyna) ist ein Wohnplatz in Groß Briesen, einem Ortsteil der Stadt Friedland im Landkreis Oder-Spree in Brandenburg. Bis zum 1. Februar 1974 war Oelsen eine eigenständige Gemeinde und anschließend bis zum 31. März 2001 Ortsteil der damaligen Gemeinde Groß Briesen.

## Lage
Oelsen liegt im Norden der Niederlausitz und im Westen des Naturparks Schlaubetal, etwa zehn fünf Kilometer Luftlinie nordöstlich von Friedland und zehn Kilometer südöstlich der Kreisstadt Beeskow. Umliegende Ortschaften sind zur Gemeinde Grunow-Dammendorf gehörenden Ortsteile Grunow im Norden und Dammendorf im Nordosten, Jankemühle und Chossewitz im Südosten, Groß Briesen im Süden, Reudnitz im Westen sowie die Beeskower Ortsteile Krügersdorf und Schneeberg im Nordosten.
Das Dorf liegt an der Landesstraße 435. Oelsen liegt am Westufer des Oelsener Sees, nördlich des Ortes fließt die Oelse in den See. Im Nordwesten des Ortes liegt der sogenannte Kleine Oelsener See. Westlich von Oelsen liegt die Bahnstrecke Cottbus–Frankfurt (Oder).

## Geschichte
Das Dorf Oelsen wurde erstmals im Jahr 1368 unter dem Namen Olzyn urkundlich erwähnt. Benannt ist der Ort nach dem Fluss Oelse, an dem er liegt, der Fluss wurde 1344 erstmals belegt. Der Name des Flusses wiederum stammt aus dem Altsorbischen und bezeichnet einen Fluss, an dem Erlen wachsen. Spätestens ab 1533 gehörte Oelsen zur Herrschaft Friedland. In diesem Jahr wurde die Herrschaft für einen Preis von 21.500 Talern an den Johanniterorden verkauft. Seitdem gehörte das Dorf zum Ordensamt Friedland. Dieses wurde im Jahr 1811 von dem damaligen sächsischen König Friedrich August I. eingezogen und anschließend in das königlich-sächsische Rentamt Friedland umgewandelt, welches in dieser Form bis 1815 und anschließend im Königreich Preußen bis 1874 existierte.
Die Topographisch-statistische Übersicht des Regierungsbezirks Frankfurt a. d. O. aus dem Jahr 1844 verzeichnet in Oelsen für dieses Jahr  23 Wohngebäude mit 164 Einwohnern. Der Ort war nach Krügersdorf eingepfarrt und verfügte über eine Wassermühle. 1867 wurden im Dorf 175 Einwohner und 24 Gebäude gezählt, davon lebten acht Einwohner in der Wassermühle.
Vor 1815 gehörte Oelsen zum Krummspreeischen Kreis. Als Ergebnis des Wiener Kongresses kam die Niederlausitz, die vorher zum Königreich Sachsen gehörte, an das Königreich Preußen. Danach wurde der historische Krummspreeische Kreis zum Landkreis Lübben umgeformt und wurde Teil des Regierungsbezirks Frankfurt in der Provinz Brandenburg. Bei der Kreisneubildung in der DDR am 25. Juli 1952 wurde der Kreis Lübben stark verkleinert, große Teile des Kreises, darunter auch die Gemeinde Oelsen, wurden dem Kreis Beeskow im Bezirk Frankfurt (Oder) zugeschlagen. Am 1. Februar 1974 wurden die Gemeinden Oelsen und Klein-Briesen nach Groß Briesen eingemeindet. Nach der Wende wurde der Kreis Beeskow in Landkreis Beeskow umbenannt. Bei der Kreisreform am 6. Dezember 1993 wurde die Gemeinde Groß Briesen mit ihren Ortsteilen dem Landkreis Oder-Spree zugeordnet und dort vom Amt Friedland (Niederlausitz) verwaltet. Dieses Amt wurde am 31. März 2001 aufgelöst und Groß Briesen wurde zusammen den zwölf weiteren Gemeinden des Amtes in die Stadt Friedland eingemeindet. Oelsen wurde dabei zu einem Wohnplatz herabgestuft.

## Einwohnerentwicklung
| 1875 | 256 | 1939 | 163 |
| 1890 | 158 | 1946 | 219 |
| 1910 | 152 | 1950 | 204 |
| 1925 | 161 | 1964 | 173 |
| 1933 | 186 | 1971 | 149 |